# Phoradendron
- Commons
- Wikispecies

Phoradendron é um gênero botânico pertencente à família Santalaceae, mais especificamente na tribo Visceae. É composto de cerca de 230 espécies, das quais 41 são encontradas no Brasil e 11 são endêmicas.

## Morfologia e Hábito
São ervas-de-passarinho hemiparasitas de angiospermas ou gimnospermas. Suas folhas podem ser tomentosas (cobertas por tricomas) ou glabras. Possuem filotaxia oposta, com catafilos em todos os entrenós, ou somente nos entrenós de ramos laterais. Pode haver mais de um ramo da planta emergindo da conexão haustorial.

#### Estruturas reprodutivas
Sua inflorescência ocorre na forma de espiga terminal e/ou axilar, com cada segmento correspondendo a duas brácteas férteis opostas e fusionadas. As flores são geralmente trímeras e possuem 2 lóculos por antera, diferenciando-as das anteras uniloculares de Dendrophthora. Os frutos possuem epicarpo de coloração variável, podendo ser branco, amarelo, alaranjado, avermelhado ou rosado. O mesocarpo possui viscina, deste modo sendo viscoso. Suas sementes ausentam tegumento, com o embrião sendo clorofilado, reto e com dois cotilédones foliáceos.